# Pierwszy rząd Wincentego Witosa
Rząd Obrony Narodowej (RON, pierwszy rząd Wincentego Witosa) – gabinet koalicyjny sformowany w okresie inwazji bolszewickiej pod kierownictwem premiera Wincentego Witosa. Utworzony 24 lipca 1920 przez Naczelnika Państwa Józefa Piłsudskiego po ustąpieniu rządu Władysława Grabskiego. Rząd podał się do dymisji 13 września 1921.

## Geneza
Warunki w jakich przezwyciężono kryzys gabinetowy w czerwcu 1920 r., powołując do życia rząd Władysława Grabskiego wskazywał, że nowe przesilenie rządowe było kwestią czasu. Oczekiwano sformowania rządu o skrystalizowanym obliczu politycznym, posiadającym wyrazisty program polityczny. Pozaparlamentarny gabinet Grabskiego takiego nie posiadał. Świadomość tego posiadali zarówno premier i jego ministrowie, jak i ugrupowania wchodzące w skład Sejmu Ustawodawczego. Już podczas spotkania nowego premiera z marszałkiem Trąmpczyńskim 28 czerwca 1920 r. pojawiła się koncepcja koalicyjnego rządu obrony państwa o szerokiej bazie politycznej, ale ugrupowania centroprawicowe tworzące nowy rząd odrzuciły ten projekt. Próbę stworzenia nowego rządu podjęły ugrupowania lewicowe już 1 lipca, ale powodzenie projektu uzależnione było od poparcia Klubu Pracy Konstytucyjnej. Posiedzenie klubu odbyło się jeszcze tego samego dnia. Po spotkaniu z marszałkiem Sejmu przedstawiciele tego klubu rozpoczęli konsultacje z politykami prawicy, w tym z premierem Grabskim. Rozmowy prowadzono także z naczelnikiem państwa Piłsudskim, który uznał powołanie rządu koalicyjnego, mającego poparcie wszystkich partii od lewej do prawej strony Sejmu, za żywotne dla interesów państwa. Sprawa utworzenia rządu koalicyjnego była omawiana także na posiedzeniu Rady Obrony Państwa 5 lipca. Jednakże wobec braku chęci do kompromisu między partiami lewicowymi i prawicowymi oraz wobec wzrastającego zagrożenia inwazją bolszewicką rozmowy o konstruowaniu nowego rządu odłożono. Powołania szerokiego rządu koalicyjnego w Polsce oczekiwali także alianci zachodni. Do kwestii tej powrócono ponownie na posiedzeniu ROP 19 lipca. Wniosek w tej sprawie zgłosił poseł Aleksander Henryk de Rosset. Został poparty przez Piłsudskiego, który podjął się mediacji ze wszystkimi partiami politycznymi. Zakładano, że nowy rząd będzie prowadził pertraktacje rozejmowe i pokojowe z rządem bolszewickim Rosji i wobec tego najważniejsze teki powinny znaleźć się w ręku polityków centrowych i lewicowych. Jednakże w związku z nieobecnością w Warszawie Wincentego Witosa, któremu zamierzano powierzyć stanowisko premiera, rozmowy zawieszono do 23 lipca. Po jego przyjeździe ustalono skład nowego rządu. Zaprzysiężenie nastąpiło 24 lipca w Belwederze.

## Program polityczny
Program Rządu Obrony Narodowej został zawarty, w wygłoszonej na forum Sejmu Ustawodawczego, 24 lipca 1920 r. deklaracji rządowej. Odrzucono hasła partykularyzmów partyjnych. Program obejmował trzy podstawowe zasady: obronę państwa, zakończenie wojny oraz zawarcie sprawiedliwego i trwałego pokoju. Ponadto rząd deklarował wcielenie w życie reform uchwalonych przez Sejm, ukrócenie nadużyć administracji oraz wymuszenie posłuchu dla prawa. Jednocześnie rząd wzywał społeczeństwo do koniecznych ofiar. Żądał karności, spokoju i posłuchu, jako gwarancji bezpieczeństwa i zwycięstwa. Mimo poparcia udzielonego w Sejmie nowy rząd był atakowany zarówno przez endecję, jak i przez ugrupowania skrajnie lewicowe, głównie Komunistyczną Partię Robotniczą Polski.

## Działalność
Najważniejszym zadaniem Rządu Obrony Narodowej było doprowadzenie do zawarcia rozejmu z Rosją sowiecką i rozpoczęcia rozmów pokojowych. Już w dwa dni po powołaniu 26 lipca rząd zapoznał się z notami rządu rosyjskiego w sprawie podjęcia rozmów rozejmowych. Ustalono wówczas, że zostaną podjęte w terminie zaproponowanym przez stronę rosyjską, tj. 30 lipca w Baranowiczach. Instrukcja rozejmowa była omawiana na posiedzeniu rządu 28 lipca. Tego samego dnia została zaakceptowana przez ROP. Z wynikami rozmów w Baranowiczach rząd zapoznał się 4 sierpnia. Strona rosyjska domagała się rozpoczęcia rozmów pokojowych w Mińsku. Odpowiedź rządu polskiego dotarła do Moskwy dopiero 7 sierpnia. Trzy dni później Rada Ministrów przyjęła instrukcję na rozmowy do Mińska. Jeszcze tego samego dnia została zaakceptowana przez ROP. Zmiana sytuacji wojennej spowodowała, że rozmowy rozejmowe i preliminaryjne zostały przeniesione do neutralnej Rygi. Rozejm podpisano 12 października 1920 r., który wszedł w życie sześć dni później. Traktat pokojowy podpisano 18 marca 1921 r. Oddalenie zagrożenia ze strony Rosji bolszewickiej spowodowało, że politycy powrócili do dawnych sporów w sprawach wewnętrznych. Komplikowały one działalność rządu, który miał do rozstrzygnięcia szereg zasadniczych kwestii granicznych i ustrojowych. Liczne dymisje z rządu, które rozpoczęły się nazajutrz po odrzuceniu oddziałów Armii Czerwonej spod Warszawy spowodowały, że w początkach 1921 r. rząd stracił charakter koalicyjnego, a stał się centrowym. Ostatecznie 13 września 1921 r. Witos podał rząd do dymisji.

## Skład Rządu
| Funkcja                                          | Zdjęcie | Imię i nazwisko             | Przynależność partyjna                          | okres urzędowania                                              |
| ------------------------------------------------ | ------- | --------------------------- | ----------------------------------------------- | -------------------------------------------------------------- |
| Prezydent Ministrów                              |         | Wincenty Witos              | Polskie Stronnictwo Ludowe „Piast”              | od 24 lipca 1920r. do 13 września 1921r.                       |
| Wiceprezydent Ministrów                          |         | Ignacy Daszyński            | Polska Partia Socjalistyczna                    | od 24 lipca 1920r. do 4 stycznia 1921r.                        |
| Min. Aprowizacji                                 |         | Stanisław Śliwiński         | Związek Ludowo-Narodowy                         | od 24 lipca 1920r. do 12 stycznia 1921r.                       |
|                                                  |         | Bolesław Grodziecki         | bezpartyjny                                     | od 12 stycznia 1921r. do 7 maja 1921r.                         |
|                                                  |         | Jan Michalski               | Stronnictwo Prawicy Narodowej                   | od 7 maja 1921r. do 23 czerwca 1921r.                          |
|                                                  |         | p.o. Jan Stefan Stoiński    | bezpartyjny                                     | od 23 czerwca 1921r. do 11 sierpnia 1921r.                     |
|                                                  |         | Władysław Leon Grzędzielski | Polskie Stronnictwo Ludowe „Piast”              | od 11 sierpnia 1921r. do 13 września 1921r.                    |
| Min. Kolei Żelaznych                             |         | Kazimierz Bartel            | Polskie Stronnictwo Ludowe „Wyzwolenie”         | od 24 lipca 1920r. do 13 grudnia 1920r.                        |
|                                                  |         | Zygmunt Jasiński            | bezpartyjny                                     | od 13 grudnia 1920r. do 13 września 1921r.                     |
| Min. Kultury i Sztuki                            |         | p.o. Jan Fryderyk Heurich   | bezpartyjny                                     | od 24 lipca 1920r. do 11 sierpnia 1921r.                       |
|                                                  |         | p.o. Maciej Rataj           | Polskie Stronnictwo Ludowe „Piast”              | od 11 sierpnia 1921r. do 13 września 1921r.                    |
| Min. Poczt i Telegrafów                          |         | Władysław Stesłowicz        | Stronnictwo Prawicy Narodowej                   | od 24 lipca 1920r. do 13 września 1921r.                       |
| Min. Pracy i Opieki Społecznej                   |         | Edward Pepłowski            | Narodowa Partia Robotnicza                      | od 24 lipca 1920r. do 10 marca 1921r.                          |
|                                                  |         | Jan Stanisław Jankowski     | Narodowa Partia Robotnicza                      | od 10 marca 1921r. do 11 maja 1921r.                           |
|                                                  |         | Ludwik Darowski             | bezpartyjny                                     | od 1 czerwca 1921r. do 13 września 1921r.                      |
| Min. Przemysłu i Handlu                          |         | Wiesław Chrzanowski         | Związek Ludowo-Narodowy                         | od 24 lipca 1920r. do 26 listopada 1920r.                      |
|                                                  |         | Stefan Przanowski           | Zjednoczenie Mieszczańskie                      | od 26 listopada 1920r. do 13 września 1921r.                   |
| Min. Robót Publicznych                           |         | Gabriel Narutowicz          | bezpartyjny                                     | od 24 lipca 1920r. do 13 września 1921r.                       |
| Min. Rolnictwa i Dóbr Koronnych                  |         | Juliusz Poniatowski         | Polskie Stronnictwo Ludowe „Wyzwolenie”         | od 24 lipca 1920r. do 17 lutego 1921r.                         |
|                                                  |         | Józef Raczyński             | bezpartyjny                                     | od 28 lutego 1921r. do 13 września 1921r.                      |
| Min. Skarbu                                      |         | Władysław Grabski           | Związek Ludowo-Narodowy                         | od 24 lipca 1920r. do 25 listopada 1920r.                      |
|                                                  |         | p.o. Ignacy Weinfeld        | bezpartyjny                                     | od 25 listopada 1920r. do 26 listopada 1920r.                  |
|                                                  |         | Jan Kanty Steczkowski       | Stronnictwo Prawicy Narodowej                   | od 26 listopada 1920r. do 13 września 1921r.                   |
| Min. Spraw Wewnętrznych                          |         | Leopold Skulski             | Narodowe Zjednoczenie Ludowe                    | od 24 lipca 1920r. do 28 czerwca 1921r.                        |
|                                                  |         | Władysław Raczkiewicz       | bezpartyjny                                     | od 28 czerwca 1921r. do 13 września 1921r.                     |
| Min. Spraw Wojskowych                            |         | gen. por. Józef Leśniewski  | bezpartyjny                                     | od 24 lipca 1920r. do 9 sierpnia 1920r.                        |
|                                                  |         | Kazimierz Sosnkowski        | bezpartyjny                                     | od 9 sierpnia 1920r. do 13 września 1921r.                     |
| Min. Spraw Zagranicznych                         |         | Eustachy Sapieha            | bezpartyjny                                     | od 24 lipca 1920r. do 24 maja 1921r.                           |
|                                                  |         | p.o. Jan Dąbski             | Polskie Stronnictwo Ludowe „Piast”              | od 24 maja 1921r. do 11 czerwca 1921r.                         |
|                                                  |         | Konstanty Skirmunt          | bezpartyjny                                     | od 11 czerwca 1921r. do 13 września 1921r.                     |
| Min. Sprawiedliwości                             |         | Stanisław Nowodworski       | Polskie Stronnictwo Chrześcijańskiej Demokracji | od 24 lipca 1920r. do 19 czerwca 1921r.                        |
|                                                  |         | Bronisław Sobolewski        | bezpartyjny                                     | od 19 czerwca 1921r. do 13 września 1921r.                     |
| Min. Wyznań Religijnych i Oświecenia Publicznego |         | Maciej Rataj                | Polskie Stronnictwo Ludowe „Piast”              | od 24 lipca 1920r. do 13 września 1921r.                       |
| Min. Zdrowia Publicznego                         |         | Witold Chodźko              | bezpartyjny                                     | od 24 lipca 1920r. do 13 września 1921r.                       |
| Minister d.s. byłej dzielnicy pruskiej           |         | Władysław Kucharski         | Związek Ludowo-Narodowy                         | od 24 lipca 1920r. do 23 sierpnia 1921r. (od 17 sierpnia p.o.) |
|                                                  |         | Juliusz Trzciński           | Narodowe Zjednoczenie Ludowe                    | od 23 sierpnia 1921r. do 13 września 1921r.                    |